# Syria na Mistrzostwach Świata w Lekkoatletyce 2011
Syria na Mistrzostwach Świata w Lekkoatletyce 2011 reprezentowana była przez tylko jednego zawodnika.

## Występy reprezentantów Syrii

### Mężczyźni

#### Konkurencje techniczne
| Konkurencja | Zawodnik             | Eliminacje | Eliminacje | Finał    | Finał   |
| Konkurencja | Zawodnik             | Rezultat   | Pozycja    | Rezultat | Pozycja |
| ----------- | -------------------- | ---------- | ---------- | -------- | ------- |
| Skok wzwyż  | Majed El Dein Ghazal | 2.21       | 23         |          |         |